# Rasura
Rasura (Rèsüra in dialetto valtellinese) è un comune italiano di 284 abitanti della provincia di Sondrio in Lombardia.

## Geografia fisica
Rasura è un paesino montano sito a 800 m s.l.m nella Valle del Bitto di Gerola (Alpi Orobie Valtellinesi). La parte medio/alta del territorio comunale è all'interno del Parco Regionale delle Orobie Valtellinesi dove l'ambiente Alpino e alpestre predomina incontrastato. L'abitato è posto su versante ai piedi della Cima Rosetta 2140 m s.l.m. Verso nord, da tutto il territorio comunale si ha una meravigliosa vista sulle Alpi Retiche ed in particolare sul Granitico Gruppo del Masino/Disgrazia e dei ghiacciai della Val di Mello e di Preda Rossa (Monte Disgrazia 3678m). Verso Sud la vista spazia sulla testata dell'alta Val Gerola con il Torrione di Tronella e il Pizzo Trona in primo piano.

## Storia

### Simboli
Lo stemma e il gonfalone sono stati concessi con decreto del presidente della Repubblica del 4 marzo 2002.
Il gonfalone è un drappo rettangolare di bianco.

## Società

### Evoluzione demografica
Abitanti censiti

## Cultura

### Musei
- Museo etnografico Vanseraf, ospitato nel Mulino del Dosso.
- Museo etnografico "Ines Montini"
- Museo della montagna

## Economia

### Artigianato
L'artigianato locale è incentrato sulla produzione del tappeto tipico denominato il "pezzotto" valtellinese, caratterizzato da una grande vivacità e varietà di colori, oltre a pregevoli disegni geometrici.